# ありがとうForever...
「ありがとうForever...」（ありがとうフォーエバー）は、西内まりやの楽曲。2015年5月6日にサードシングルとして発売された。シンガーソングライターとしては、本作品がデビュー曲となる。

## リリースと背景
西内まりや初の作詞・作曲した楽曲。
本楽曲は2014年12月23日に大阪umeda AKASO、12月24日に東京・渋谷duo MUSIC EXCHANGEにて行われたバースデーイベントにて、西内がファンに何かプレゼントしたいという想いから作詞・作曲に挑戦することを決断し、ピアノの弾き語りにて披露した。
当初は音源化の予定はなく、題もしばらく「未定」のままであったが、同月の福島復興支援コンサートでも歌唱すると幅広い共感を呼び、所属事務所などには約5万件のCD化を望む声が寄せられ、音源化に至った。なお、音源中の歌唱のほか、ピアノ演奏もすべて西内の演奏による。
初演以降、演奏を重ねる毎に、さらにその後も歌詞やアレンジは手直しされ、完成版は2015年4月1日に『レコメン!』（文化放送）内「西内まりやMa-Realらじお」において、放送初披露された。さらに2015年5月4日（3日深夜）に放送された『MUSIC JAPAN』（NHK）にてテレビ音楽番組初披露された。また、カップリング曲の「もう一度」も同じ「西内まりやMa-Realらじお」において4月15日に初放送された。
表題曲の「ありがとうForever...」は、2015年4月2日より放送の読売テレビ・日本テレビ系連続ドラマ『恋愛時代』主題歌に使用されている。
オリコン週間ランキング初登場は正式リリース前の出荷分（いわゆるフライングゲット）2日間の売り上げ枚数のみの計上であったため45位だったが正式発売週である翌週に急上昇して10位となり、西内自身初のトップ10入りを果たした。また、表題曲は音楽ダウンロード大手レコチョクのシングルダウンロードランキングで、発売週に週間最高の3位となり、月間ランキングでも最高4位（5月）を記録した。
さらに表題曲は、2015年5月度の「有線ランキングJ-POP部門月間お問合せランキング」で1位を獲得した。
また、表題曲は、第57回日本レコード大賞優秀作品賞を受賞した。

## イベント
「ありがとうForever...」発売記念イベント（ミニライブ&握手会）が2015年5月2日に神奈川のラゾーナ川崎、5月4日に東京の東京ドームシティ、5月5日に愛知のアスナル金山、5月6日に大阪の千里セルシー、5月10日に福岡のキャナルシティ博多で開催された。

## 収録トラック
| 全作詞・作曲: 西内まりや。 |                                                          |            |            |                                         |      |
| #                          | タイトル                                                 | 作詞       | 作曲・編曲 | 編曲                                    | 時間 |
| 1.                         | 「ありがとうForever...」                                 | 西内まりや | 西内まりや | 西内まりや、KAZ（ストリングスアレンジ） | 5:48 |
| 2.                         | 「もう一度」                                             | 西内まりや | 西内まりや | 西内まりや、KAZ                         | 4:32 |
| 3.                         | 「ありがとうForever... 〜 mellow ver. 〜」               | 西内まりや | 西内まりや | 大久保薫                                | 4:50 |
| 4.                         | 「ありがとうForever...」(Instrumental)                   | 西内まりや | 西内まりや |                                         | 5:48 |
| 5.                         | 「もう一度」(Instrumental)                               | 西内まりや | 西内まりや |                                         | 4:32 |
| 6.                         | 「ありがとうForever... 〜 mellow ver. 〜」(Instrumental) | 西内まりや | 西内まりや |                                         | 4:48 |
| 合計時間:                  | 合計時間:                                                | 合計時間:  | 30:18      |                                         |      |

| #  | タイトル                              | 作詞 | 作曲・編曲 | 時間  |
| -- | ------------------------------------- | ---- | ---------- | ----- |
| 1. | 「ありがとうForever... MUSIC VIDEO」  |      |            | 5:57  |
| 2. | 「ありがとうForever... Making Movie」 |      |            | 11:50 |

## 参加ミュージシャン
- 西内まりや：Vocal (#1,2,3)

Additional Musician
- 古川望：Guitar (全曲)
- KAZ：Manipulator (全曲)